# Curt Hawkins
Brien Joseph Myers (născut pe 20 aprilie 1985, Glen Cove, New York, Statele Unite ale Americii) , cunoscut ca Curt Hawkins, este un wrestler american ce evoluează în prezent la RAW. Acesta a deținut un record negativ de aproximativ 269 de înfrângeri la rând, înainte de-a câștiga centurile WWE Raw Tag Team Championship alături de Zack Ryder la WrestleMania 35.